# غاري نولان
غاري نولان (بالإنجليزية: Gary Nolan) هو لاعب كرة قاعدة أمريكي، ولد في 27 مايو 1948 في Herlong, California ‏ في الولايات المتحدة.

## وصلات خارجية
- غاري نولان على موقع دوري كرة القاعدة الرئيسي (الإنجليزية)
- غاري نولان على موقعبيزبول رفرنس.كوم (الدوري الرئيسي) (الإنجليزية)
- غاري نولان على موقعبيزبول رفرنس.كوم (الدوري الثانوي) (الإنجليزية)
- غاري نولان على موقع جمعية أبحاث البيسبول الأمريكية (الإنجليزية)